# 北音村
北音村是中国山西省晋城市阳城县润城镇的一个村。
2016年12月9日，北音村公布为第五批中国传统村落。
2023年9月15日，北音村已公布为第六批山西省历史文化名村 。